# CASC10
CASC10 (англ. Cancer susceptibility 10) – білок, який кодується однойменним геном, розташованим у людей на 10-й хромосомі. Довжина поліпептидного ланцюга білка становить 136 амінокислот, а молекулярна маса — 14 851.
| 10         |  | 20         |  | 30         |  | 40         |  | 50         |
| ---------- |  | ---------- |  | ---------- |  | ---------- |  | ---------- |
| MQSREPSGWR |  | TAERRRGWRC |  | RGVPTPSGDR |  | GPGAARPAAR |  | GGAGETTGQQ |
| RPLQVPGASA |  | AAARTRLLRW |  | HHRVPSPRAT |  | RSPGSIRRTS |  | PCSGGPDRPE |
| RPECADACCY |  | LLDPFTLPLI |  | QDFFRGCAAS |  | DFDRRD     |  |            |

A: Аланін

C: Цистеїн

D: Аспарагінова кислота

E: Глутамінова кислота

F: Фенілаланін

G: Гліцин

H: Гістидин

I: Ізолейцин

L: Лейцин

M: Метіонін

P: Пролін

Q: Глутамін

R: Аргінін

S: Серин

T: Треонін

V: Валін

W: Триптофан